# Полуреакции
Полуреакции — реакции окисления или восстановления компонента окислительно-восстановительной реакции. Полуреакции происходят с учётом изменения степеней окисления отдельных веществ, участвующих в окислительно-восстановительной реакции. Каждая полуреакция характеризуется электродным окислительно-восстановительным потенциалом, величина которого определяет лёгкость передачи электронов.
Часто понятие полуреакций используется для описания того, что происходит в электрохимической ячейке, например, в гальванической батарее. Полуреакции могут быть записаны для описания как металла, подвергающегося окислению (анод), так и металла, подвергающегося восстановлению (катод).
Полуреакции часто используются как метод балансировки окислительно-восстановительных реакций. Для окислительно-восстановительных реакций в кислотные условия, после того, как сбалансированы атомы и степени окисления, нужно будет добавить ионы H+, чтобы сбалансировать ионы водорода в полуреакции. Окислительно-восстановительные реакции в основных условиях, после того, как сбалансированы атомы и степени окисления, сначала рассматривают это в качестве кислотного раствора, а затем добавляют ионы ОН-, чтобы сбалансировать количество ионов Н+ в полуреакции (что дало бы H2O). 
Когда происходит окислительно-восстановительная реакция, мы не видим перераспределение электронов. То, что мы видим — это реагенты (исходный материал) и конечные продукты. В любой окислительно-восстановительной реакции есть две полуреакции: полуреакция окисления и полуреакция восстановления. Сумма этих полуреакций является окислительно-восстановительной реакцией.

## Пример: Zn и Cu - гальванические элементы

Гальванический элемент

Рассмотрим гальванический элемент, показанный на соседнем изображении: он построен из куска цинка (Zn), погруженного в раствор сульфата цинка (ZnSO4), и куска меди (Cu), погруженного в раствор сульфата меди(II) (CuSO4).
На аноде (Zn) происходит окисление (металл теряет электроны).
{\displaystyle {\ce {Zn - 2 e- -> Zn^2+}}}
На катоде (Cu) происходит восстановление (электроны принимаются).
{\displaystyle {\ce {Cu^2+ + 2e- -> Cu}}}

## Метод балансировки полуреакции
Рассмотрим реакцию:
{\displaystyle {\ce {Cl2 + 2Fe^2+ -> 2Cl- + 2Fe^3+}}}
Участвуют два элемента - железо и хлор. У каждого изменяется степень окисления: у железа от +2 до +3, у хлора от 0 до −1. То есть, фактически протекают две полуреакции:
{\displaystyle {\ce {Fe^2+ - e- -> Fe^3+}}}
{\displaystyle {\ce {Cl2 + 2e- -> 2Cl-}}}
Разложение реакции на полуреакции является ключом к пониманию различных химических процессов. Например, для указанной выше реакции, можно показать, что это окислительно-восстановительная реакция, в которой восстановитель Fe окисляется (отдаёт электроны) и переходит в окисленную форму, а окислитель Cl восстанавливается (принимает электроны) и переходит в восстановленную форму. Обратите внимание на передачу электронов от Fe к Cl. Разложение на полуреакции — это также способ упростить балансировку химического уравнения.
Например:
- {\displaystyle {\ce {Fe^2+ - e- -> Fe^3+}}} становится {\displaystyle {\ce {2 Fe^2+ - 2 e- -> 2 Fe^3+}}}
- добавляется {\displaystyle {\ce {Cl2 + 2e- -> 2Cl-}}}
- и, наконец, становится {\displaystyle {\ce {Cl2 + 2Fe^2+ -> 2Cl- + 2Fe^3+}}}